# サムライハート (Some Like It Hot!!)
「サムライハート (Some Like It Hot!!)」（サムライハート サム・ライク・イット・ホット）は、日本のロックバンドであるSPYAIRの楽曲。同バンドの4枚目のシングルとして、2011年6月8日にSony Music Associated Recordsからリリースされた。

## 概要
前作「ジャパニケーション」から約3か月ぶりの発売となるシングル。収録曲3曲のうち2曲にタイアップがついており、表題曲「サムライハート(Some Like It Hot!!)」は、テレビアニメ『銀魂'』のエンディングテーマ、カップリングの「Crazy」は、ニコニコ生放送『電波研究所』のエンディングテーマにそれぞれ起用された。
初回生産限定盤と通常盤の2形態で発売。初回盤には、表題曲のミュージック・ビデオを収録したDVDが付属されており、通常盤には、「初回仕様限定盤」として、アニメ絵柄描き下ろしの三方背BOX仕様となっているバージョンも発売された。

## 収録内容
| 全作詞: MOMIKEN、全編曲: SPYAIR。 |                                         |           |          |      |
| #                                 | タイトル                                | 作詞      | 作曲     | 時間 |
| 1.                                | 「サムライハート (Some Like It Hot!!)」 | MOMIKEN   | UZ       | 3:11 |
| 2.                                | 「Crazy」                               | MOMIKEN   | IKE & UZ | 3:23 |
| 3.                                | 「LINK IT ALL」                         | MOMIKEN   | UZ       | 3:55 |
| 合計時間:                         | 合計時間:                               | 合計時間: | 10:29    |      |

| #  | タイトル                                             | 作詞 | 作曲・編曲 |
| -- | ---------------------------------------------------- | ---- | ---------- |
| 1. | 「サムライハート (Some Like It Hot!!)」(Music Video) |      |            |

### 楽曲解説
1. サムライハート (Some Like It Hot!!)
  - テレビ東京系アニメ『銀魂'』第1期[注 1]エンディングテーマ[注 2]

ミュージック・ビデオは、ムラカミタツヤが監督を務めた[10]。
元々は、アルバム用として2010年の夏頃に制作された曲だった[11]が、後に『銀魂』のタイアップが決まったことでアレンジを加え、現在の形になった。また、タイトルになっている『サムライハート(Some Like It Hot!!)』というフレーズは、タイアップが決定した後に考案された[5]ものであり、まず『銀魂』のイメージから「サムライハート」という単語が生まれ[12]、更に「サムライハート」を空耳のように聞くと「Some Like It Hot」（サム・ライク・イット・ホット）に聞こえるということから、ダブル・ミーニングとして「Some Like It Hot!!」（「お熱いのが好き」という意）が加えられた[5]。なお、冒頭のコーラスは、バンドのスタッフ2人によるもの[12]。
Musicnetの川崎直子曰く、「孤独を乗り越えて誰かと共に生きようとする姿を描いた、キャッチーでエネルギッシュなロックナンバー」[13]。作詞を担当したMOMIKENは「弱気な部分も含めて、自分を愛しながら生きていくしかない」というメッセージを込めたと発言しており[14]、hotexpressの武川春奈は歌詞について「強い決意がストレートに綴られており、リスナーを鼓舞させる力がある」と評している[15]。
2013年7月発売の12枚目のシングル『現状ディストラクション』の初回生産限定盤にも収録されている。
2. Crazy
  - ニコニコ生放送『電波研究社』2011年6月度エンディングテーマ

デジタルロックのバンドに影響を受けて制作された[12]アッパーチューン[13]。UZによると、本作の発売時期が初夏なので「デジタルの要素を持ち、クラブで流れるのが似合うような曲があるとより盛り上がるのではないか」という考えから収録されたという[5]。
3. LINK IT ALL
2011年3月11日に発生した、東日本大震災後に制作された[12]バラードナンバー[16]。「自分にできることを探してみよう」というメッセージが込められている[17]。

## 収録アルバム
1. サムライハート(Some Like It Hot!!)
  - 1stスタジオ・アルバム『Rockin' the World』
  - 1stベスト・アルバム『BEST』
2. Crazy
  - 1stスタジオ・アルバム『Rockin' the World』
  - 1stスタジオ・アルバム『BEST』
3. LINK IT ALL
  - 1stスタジオ・アルバム『Rockin' the World』
  - 1stベスト・アルバム『BEST』

## カバー
- サムライハート (Some Like It Hot!!)
  - Afterglow［美竹蘭（佐倉綾音）］ - 2021年3月17日に音楽ゲーム『バンドリ! ガールズバンドパーティ!』に追加収録[18]。同年11月10日発売のアルバム『バンドリ！ ガールズバンドパーティ！ カバーコレクション Vol.6』でCD初収録[19]。
  - Argonavis [五稜結人（日向大輔）] - 2019年5月17日開催『BanG Dream! Argonavis 1st LIVE』などで披露[20]。

## New Version
新ボーカル・YOSUKEによる再レコーディング・バージョン。2023年6月9日に配信リリースされた。

### 収録曲
1. サムライハート(Some Like It Hot!!) - New Version - [3:19]